# Стеценко Анатолій Іванович
Стеценко Анатолій Іванович (нар. 29 липня 1958 р., м. Шепетівка, Хмельницька обл.) — кандидат наук з фізичного виховання і спорту (2000 рік), доцент (2000 рік), професор кафедри спортивних дисциплін Черкаського національного університету імені Богдана Хмельницького.

## Освіта, службова кар'єра, громадська діяльність
1977 року закінчив Хмельницький електромеханічний технікум за спеціальністю «Наладник верстатів з програмним управлінням» і до 1979 року працював на підприємствах міст Києва і Хмельницького. 1983 року закінчив Дніпропетровський державний інституту фізичної культури і спорту за спеціальністю «Викладач фізичного виховання». Після строкової служби в Збройних силах від 1985 до 1986 року працював тренером-викладачем з легкої атлетики ДЮСШ Черкаської облради ДСТ «Буревісник». Від 1986 до 2020 року працював у Черкаському державному педагогічному інституті (з 1995 р. — Черкаський державний університет імені Богдана Хмельницького, з 2003 року — Черкаський національний університет імені Богдана Хмельницького) на кафедрі спортивних дисциплін на посадах викладача, доцента, старшого наукового співробітника, професора. Від 1990 до 1993 року навчався в аспірантурі Черкаського державного педагогічного інституту).
Голова первинної профспілкової організації Черкаського національного університету імені Богдана Хмельницького (2014-2020). Поряд із основною діяльністю на громадських засадах працював на посадах старшого тренера збірних команд з пауерліфтингу СРСР (1990—1991) та України (1991—1993), обіймав посади члена Ради (1991—2012), Віце-президента (2004—2008), 1-го Віце-президента (2008—2012) Національної Федерації пауерліфтингу України. Обирався головою фізкультурно-спортивного активу м. Черкаси (2002—2008), головою Черкаського обласного відділення Олімпійської академії України (з 2006 року), членом Виконкому Черкаського обласного відділення Національного олімпійського комітету України (з 2007 року). З 2009 року обіймає посади в Міжнародній федерації пауерліфтингу реєстратора рекордів світу (з 2009 року) та члена Технічного комітету (з 2010 року). Підготував 15 майстрів спорту і майстрів спорту міжнародного класу, серед яких чемпіони і призери чемпіонатів світу та Європи. Організував і провів у Черкасах п'ять чемпіонатів світу та Європи з пауерліфтингу. Суддя першої міжнародної категорії з пауерліфтингу (з 1997). Багаторазовий переможець змагань з легкої атлетики, зокрема: переможець Всеєвропейських ігор ветеранів (2008, Мальме, Швеція), срібний призер Всесвітніх ігор ветеранів (2009, Сідней, Австралія), чемпіон Європи серед ветеранів (2010, Ньїредьгаза, Угорщина), срібний призер Всесвітніх ігор ветеранів (2013, Турин, Італія). Член координаційної ради ГО «Автомайдан-Черкаси» (з 2014 року). Голова Черкаської обласної організації профспілки працівників освіти і науки України (з 2020).

## Наукові досягнення
2000 року захистив дисертацію на здобуття наукового ступеня кандидата наук з фізичного виховання і спорту з теми «Побудова тренувального процесу в пауерліфтингу на етапі безпосередньої підготовки до змагань» у спеціалізованій вченій раді Національного університету фізичного виховання і спорту України. Об'єктами наукових зацікавлень є: проблеми загальної теорії спорту, система підготовки спортсменів високої кваліфікації, менеджмент у спорті, силова підготовка спортсменів. Автор понад 60 наукових та навчально-методичних праць. Рецензував та опонував десятки кандидатських дисертацій. Підготував чотирьох докторів філософії. Взяв участь у роботі близько 100 наукових конференцій.

## Нагороди
- Переможець обласного огляду-конкурсу Черкаської облдержадміністрації в номінації «Найкращий тренер року» (1992)
- Почесна грамота Державного комітету України з фізичної культури і спорту України (1998)
- Заслужений тренер України (1999)
- Почесна грамота Черкаської обласної державної адміністрації (1999)
- Почесна грамота Міністерства освіти і науки України (2003)
- Почесна грамота Черкаської обласної ради (2005)
- Почесна грамота Черкаського міськвиконкому (2006)
- Переможець обласного огляду-конкурсу Управління у справах сім'ї, молоді та спорту Черкаської облдержадміністрації в номінації «Найкращий спортсмен ветеранського руху» (2008)
- Почесна грамота Міністерства України у справах сім'ї, молоді та спорту (2008)
- Почесна грамота Черкаського міськвиконкому (2006)
- Знак Міністерства освіти і науки України «Відмінник освіти України» (2009)
- Орден Українського народного посольства «За високий професіоналізм» (2009)
- Почесна грамота Національного олімпійського комітету України (2009)
- Почесна грамота Міністерства України у справах сім'ї, молоді та спорту (2010)
- Почесна грамота Національного олімпійського комітету України (2010)
- Медаль Федерації пауерліфтингу України «За заслуги» 1-го ст. (2012)
- Подяка Олімпійської Академії України (2013)
- Почесна грамота Всеукраїнської спілки громадських організацій «Асоціація ветеранів спорту України» (2013)
- Почесна грамота Національного олімпійського комітету України (2015)
- Медаль Національного олімпійського комітету України «За внесок в олімпійський рух» (2015)
- Почесна відзнака ректора Черкаського національного університету імені Богдана Хмельницького (2015)
- Подяка Головного управління Національної поліції в Черкаській області (2016)
- Почесна грамота Черкаської обласної державної адміністрації і обласної ради «За особливі заслуги перед Черкащиною» (2018)

## Основні праці

### Монографії та посібники
- Статистичний аналіз експериментальних даних за допомогою EXCEL: навчально-методичний посібник для студентів / С. О. Коваленко, А. І. Стеценко, С. М. Хоменко. — Черкаси, ЧДУ ім. Б. Хмельницького, 2002. — 114 с.
- Легка атлетика: навчальний посібник для студентів вищих навчальних закладів / О. Ф. Артюшенко, А. І. Стеценко. — Черкаси: ЧНУ ім. Б. Хмельницького, 2006. — 424 с.
- Пауерліфтинг. Теорія та методика обраного виду спорту: Навчальний посібник / А. І. Стеценко. — Черкаси: ЧНУ ім. Богдана Хмельницького, 2008. — 452 с.
- Теорія і методика атлетизму: навчальний посібник / А. І. Стеценко, П. М. Гунько. — Черкаси: ЧНУ імені Богдана Хмельницького, 2010. — 216 с.
- Пауерліфтинг. Правила змагань / За ред. А. І. Стеценка. — Київ, 2011. — 80 с.

### Вибрані статті
- Определение готовности организма спортсменов, занимающихся пауэрлифтингом, к повторным силовым нагрузкам по состоянию их нервно-мышечного аппарата / А. Стеценко // Наука в олимпийском спорте. — 1998. — № 3. — С. 63–67.
- Значение основных свойств ЦНС спортсменов при занятии пауэрлифтингом / А. И. Стеценко // Педагогіка, психологія та медико-біологічні проблеми фізичного виховання і спорту: Зб. наук. пр. за ред. Єрмакова С. С. — Харків, 1999. — № 11. — С. 61–64.
- Інформаційно-статистичне забезпечення змагань з пауерліфтингу / А. І. Стеценко, О. В. Копаєв // Педагогіка, психологія та медико-біологічні проблеми фізичного виховання і спорту: Зб. наук. пр. за ред. Єрмакова С. С. — Харків, 2003. — № 24. — С. 61–64.
- Єдина спортивна класифікація України та розрядні норми в пауерліфтингу / А. І. Стеценко // Педагогіка, психологія та медико-біологічні проблеми фізичного виховання і спорту: Зб. наук. пр. за ред. С. Єрмакова. — Харків, 2010. — № 1. — С. 75–79.
- Особистісно орієнтоване фізичне вдосконалення студентів / А. І. Стеценко // Науковий часопис НПУ імені М. П. Драгоманова. Серія 15. Науково-педагогічні проблеми фізичної культури (фізична культура і спорт): зб. наукових праць. — Київ, 2010. — Випуск 7. — С. 293—297.
- Дитячо-юнацький пауерліфтинг у системі ДЮСШ / А. І. Стеценко // Педагогіка, психологія та медико-біологічні проблеми фізичного виховання і спорту: Зб. наук. пр. за ред. С. Єрмакова. — Харків, 2011. — № 10. — С. 84–88.
- Особливості професійної підготовки майбутніх фахівців з фізичного виховання і спорту / А. І. Стеценко // Розвиток педагогічних наук в Україні і Польщі на початку ХХІ століття: зб. наук. праць. — Черкаси, 2011. — С. 663—667.
- Рекорди світу з пауерліфтингу — нова історія / А. І. Стеценко // Педагогіка, психологія та медико-біологічні проблеми фізичного виховання і спорту: зб. наук. пр. за ред. С. Єрмакова. — Харків, 2012. — № 3. — С. 119—123.
- Ветеранський рух у світовому пауерліфтингу / А. І. Стеценко // Слобожанський науково-спортивний вісник. — Харків: 2012. — № 5 (1). — С. 162—166.
- Значение возраста в состязательной деятельности высококвалифицированных спортсменок, специализирующихся в пауэрлифтинге / А. И. Стеценко, Ю. В. Гордиенко // Ученые записки университета имени П. Ф. Лесгафта: Научно-теоретический журнал Санкт-Петербургского государственного университета физической культуры им. П. Ф. Лесгафта, 2013. — № 4 (98). — С. 146—151.
- Фізкультурно-спортивні уподобання студентської молоді [Електронний ресурс] / А. І. Стеценко // Спортивна наука України: Електронне наукове фахове видання Львівського державного університету фізичної культури, 2013. — № 1 (52). — С. 24-32. –– Режим доступу: http://www.sportscience.org.ua/index.php/Arhiv.html?file=tl_files/Arhiv+2013/1/Stecenko_4.pdf.
- Особенности развития пауэрлифтинга в системе адаптивного спорта / А. И. Стеценко // Адаптивная физическая культура. — СПб, 2013. –№ 4 (56). — С. 10–12.
- Ставлення студентів-випускників зі спеціальності 6.010201 «Фізичне виховання» до професійно-орієнтованих дисциплін / А. І. Стеценко, П. Б. Кондратенко // Вісник Чернігівського державного університету. Серія Педагогічні науки. Фізичне виховання та спорт. — Вип. 112. — Т. 2. — Чернігів: ЧДПУ, 2013. — С. 272—276.
- Высшие достижения украинского пауэрлифтинга на международных соревнованиях в период его зарождения и становления (1981—2012 гг.) / А. И. Стеценко // Физическое воспитание студентов. — Харьков, 2014. — № 1. — C. 44–49.